# Турска втора футболна лига
Втора лига е третото ниво в турския футбол. Състои се от 36 отбора на 2 групи от които първите 2 директно и още 1 след плейофи се класират в Първа лига а отбори заели последните три места в 2-те групи отпадат в Трета лига които са общо 6.

## Статус (2024-25)
Втора лига на TFF се играе в 2 групи от по 18 отбора, по двукръговата система на лигата.
Във Втора лига на TFF общо 6 отбора изпадат в Трета лига на TFF, включително отборите, които завършват лигата на 16-то, 17-то и 18-то място във всяка група в края на състезанията от двуокръжната лига.
Във Втора лига на TFF, отборите, които се класират на първо място в двете групи в края на състезанията от двуокръжната лига, се класират директно в Първа лига на TFF.
В края на състезанията от двуокръжната лига, отборите, които заемат 2-ро, 3-то, 4-то, 5-то и 6-то място в двете групи на Втора лига на TFF, участват в плейофните състезания, където ще се определи 3-тият отбор, който ще се класира за Първа лига на TFF. Плейофните мачове се състоят от два етапа: вътрешногрупови мачове и финален мач.
Мачове в рамките на групите
а) Вътрешногруповите плейофни мачове се играят в 3 кръга. И в двете групи отборите, завършили на 2-ро място, се класират директно за 3-ти кръг.
б) В първия кръг отборите, класирани на 3-то и 6-то място в своите групи, а отборите, класирани на 4-то и 5-то място в своите групи, се разделят по двойки. Мачовете се играят на домакинския терен на отборите, класирани на 3-то и 4-то място, по системата на единичните елиминации.
в) Мачовете от втория кръг ще се играят между отборите от първия кръг в двете групи, по системата на двойните елиминации, като първият мач ще се играе на домакинския терен на отборите, завършили по-надолу в лигата. Отборите, които се класират в края на втория кръг на състезанията, продължават към третия кръг.
г) Мачовете от 3-тия кръг се играят между отборите, завършили лигата на 2-ро място, и отборите, класирали се от 2-ри кръг, по системата с двойна елиминация, като първият мач се играе у дома на отборите, класирали се от 2-ри кръг. В плейофните състезания, ако броят на победите или равенствата е равен в края на два мача, отборът, който отбеляза повече голове в общия брой, продължава напред. Ако отбелязаните голове са равни, в края на втория мач ще се играят две петнадесетминутни продължения. Ако резултатът остане равен по време на продълженията, победителят ще се определи чрез изпълнение на дузпи. Отборите, спечелили мачовете от 3-тия кръг, ще имат право да играят във финалния мач, който ще се играе на неутрален терен по системата „single-elimination“.
Финален мач
Финалният мач ще се играе като един елиминационен мач на неутрално място, определено от TFF. Ако редовното време на финалния мач завърши наравно, мачът ще бъде удължен на два периода от по петнадесет минути. Ако резултатът остане същият по време на продълженията, победителят ще се определи от изпълнението на дузпи. Победителят ще бъде третият отбор, класиран за Първа лига на TFF.

## Настоящи отбори
Настоящите отбори към сезон 2024/25 са: